# استراتمور ویلیج (کنتاکی)
استراتمور ویلیج (به انگلیسی: Strathmoor Village) شهری در ایالت کنتاکی کشور ایالات متحده آمریکا است که جمعیت آن در سرشماری سال ۲۰۱۰ میلادی، ۶۴۸ نفر بوده‌است.